# Станимир Христов
Станимир Христов Христов е български офицер, генерал – майор.

## Биография
Роден е на 16 септември 1972 г. в София. Завършва Висшето народно военно училище във Велико Търново с профил Танкови войски – строеви и военен инженер по експлоатация на бронетанкова техника през 1995 г. Служи в двадесет и четвърта танкова бригада. Първоначално е командир на танков взвод, а след това и на танкова рота. От 2002 г. е заместник началник-щаб, той и началник на секция „Тактическа“ на 2-ри танков батальон на тринадесета танкова бригада. Между 2004 и 2006 г. учи във Военната академия в София специалност Организация и управление на ОТФ от Сухопътни войски. След като се завръща е назначен за командир на 3-и механизиран батальон на пета шипченска механизирана бригада (2006-август 2007). В периода август 2007-февруари 2008 г. взема участие в операцията на Многонационалните коалиционни сили за следвоенното възстановяване и стабилизиране на Ирак. ОТ 2009 до 2012 г. е помощник по операциите в отделение „G-3“ в Корпуса за бързо развръщане на НАТО в Истанбул, Турция. От 2012 г. е главен експерт в отдел „Операции“ в командването на Сухопътните войски. В периода 2015 – 2016 г. учи във Военния колеж на Сухопътните войски на САЩ в Карлайл. След като се завръща е началник на сектор в отдел „Планиране, развитие и бюджетиране“ в командването на Сухопътните войски. От декември 2016 г. до август 2018 г. е началник-щаб на 61-ва Стрямска механизирана бригада. Между август 2018 и август 2019 г. е заместник-командир на 61-ва Стрямска механизирана бригада. От 15 август 2019 г. е директор на дирекция „Операции и подготовка“ в Щаба на отбраната. От 15 януари 2022 е командир на 2-ра механизирана бригада. Остава на този пост до 6 май 2024 г., когато е назначен за началник-щаб на Сухопътни войски. От 5 януари 2025 г. е повишен в чин „генерал-майор“ и е назначен за командир на Съвместното командване на силите.

## Образование
- Висше народно военно училище „Васил Левски“ – до 1995, Танкови войски – строеви
- Военна академия „Георги Раковски“ – 2004 – 2006
- Военен колеж на Сухопътните войски на САЩ – 2015 – 2016

## Военни звания
- Лейтенант (1995)
- Старши лейтенант (1997)
- Капитан (2000)
- Майор (2006)
- Подполковник (2012)
- Полковник (20 юни 2016)
- Бригаден генерал (15 август 2019)
- Генерал-майор (5 януари 2025)